# Alitalia Express
Alitalia Express S.p.A. (mã IATA = XM, mã ICAO = SMX) là hãng hàng không của Ý, trụ sở ở Roma. Hãng có các tuyến đường quốc nội và quốc tế, cũng như chở khách thuê bao nhân danh hãng mẹ Alitalia. Căn cứ chính của hãng ở Sân bay quốc tế Leonardo da Vinci ở Roma, và Sân bay quốc tế Malpensa ở Milano.

## Lịch sử
Alitalia Express được thành lập năm 1997, từ hãng "Avianova" cũ, và bắt đầu hoạt động từ ngày 1.10.1997 và là hãng phụ thuộc của Alitalia. Hãng hiện có 710 nhân viên. Tháng 3/2003 có tin loan báo là hãng Alitalia sẽ mua lại hãng Minerva Airlines (ngưng hoạt động) và chuyển đội máy bay tua-bin cánh quạt của Alitalia Express cho Minerva Airlines, nhưng việc đó không thành và tháng 9/2004 Alitalia loan báo kế hoạch mua thêm 12 máy bay Embraer E-170 cho Alitalia Express.

## Các nơi đến
(Tháng 4/2008):
- Quốc nội
  - Ancona
  - Bologna
  - Catania
  - Crotone
  - Florence
  - Genova
  - Milano
  - Napoli
  - Perugia
  - Pisa
  - Roma
  - Trieste
  - Venice
- Quốc tế
  - Barcelona
  - Belgrade
  - Bilbao
  - Düsseldorf
  - Frankfurt
  - Geneva
  - Luân Đôn
  - Lyon
  - Marseille
  - München
  - Nice
  - Praha
  - Sofia
  - Strasbourg
  - Stuttgart
  - Viên
  - Warszawa
  - Zürich

## Đội máy bay
(Tháng 7/2007):
- 10 ATR-72
- 14 Embraer ERJ 145LR
- 6 Embraer E-170-100LR

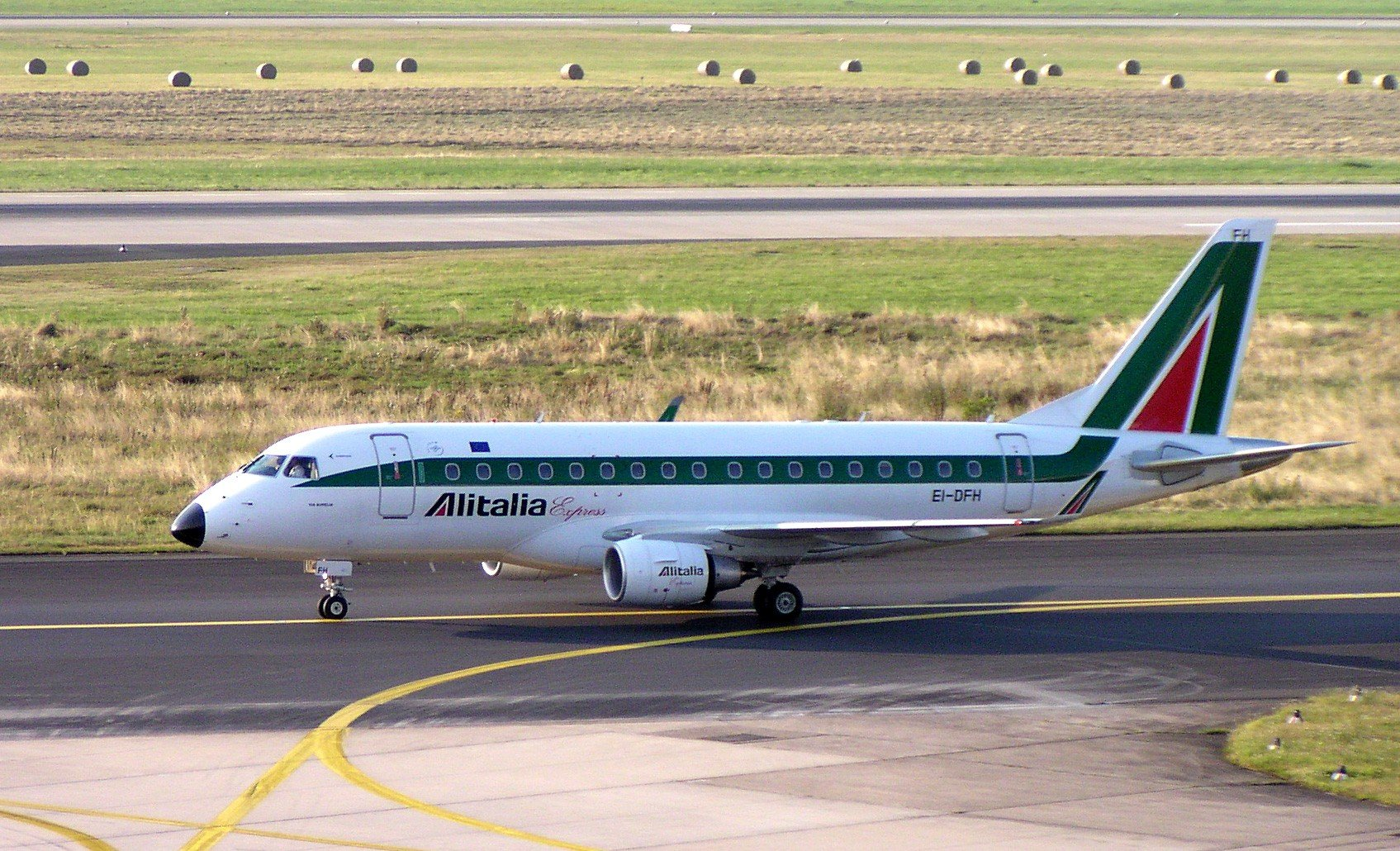
Máy bay Embraer 170 của Alitalia Express

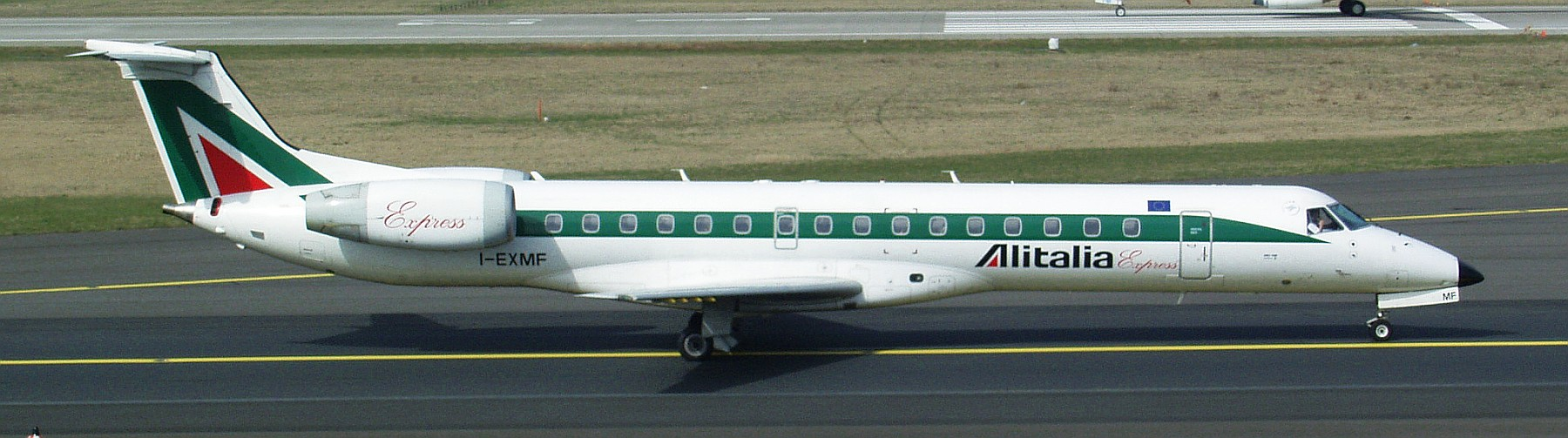
Máy bay ERJ-145 của Alitalia Express

Tới tháng 10/2006, tuổi trung bình các máy bay của Alitalia Express là 6.2 năm.